# 阿吉亚尔 (巴塞卢什)
阿吉亚尔 (巴塞卢什)是葡萄牙布拉加区的一个堂区。总面积2.45平方公里，总人口574人，人口密度234.3人/平方公里。